# Judy Nunn
Judith Anne Nunn (Perth, Australia, 13 de abril de 1945) es una actriz y autora australiana, más conocida por haber interpretado a Ailsa Stewart en la serie Home and Away y a Irene Fisher en Sons and Daughters.

## Biografía
Es hija de Bob y Nancy Nunn, tiene un hermano mayor llamado Robert.
En 1985 Judy comenzó a salir con el actor Bruce Venables, la pareja se comprometió en 1987 y finalmente se casaron en 1988. Judy es madrastra de Brett y Nathan Venables hijos de Bruce de su primer matrimonio.

## Carrera
Judy ha escrito numerosas novelas e historias para niños.
En 1974 apareció por primera vez en la serie The Box donde interpretó a la reportera bisexual Vicki Stafford, Judy interpretó nuevamente a Vicky de 1975 a 1977. 
En 1979 apareció como invitada en varios episodios de la serie policíaca Prisoner donde interpretó a la reclusa Joyce Martin, hasta que su personaje fue transferido a bloque D de la cárcel.
En enero de 1981 apareció como invitada en la serie Skyways donde interpretó a Bessie Langhurst, una aviadora de un biplano antiguo que se estaciona en el campo ubicado a lado del aeropuerto.
En 1983 se unió al elenco de la serie Sons and Daughters donde interpretó a la doctora Irene Fisher hasta 1986.
El 17 de enero de 1988 se unió al elenco principal de la popular serie australiana Home and Away donde interpretó a Ailsa Stewart, la esposa de Alf Stewart hasta el 13 de febrero de 2003 luego de que su personaje muriera al sufrir un ataque al corazón. En el 2000 Ailsa fue interpretada brevemente por la actriz Nancye Hayes luego de que Judy tuviera que tomar un descanso debido a una enfermedad.

## Filmografía
Series de televisión
| Año               | Serie              | Personaje              | Notas                                      |
| ----------------- | ------------------ | ---------------------- | ------------------------------------------ |
| 1998 - 2003       | Home and Away      | Ailsa Stewart-O'Rourke | 846 episodios                              |
| 1983 - 1986       | Sons and Daughters | Dra. Irene Fisher      | 317 episodios                              |
| 1982              | A Country Practice | Nancy Brewer           | 2 episodios                                |
| 1981              | Holiday Island     | -                      | -                                          |
| 1981              | Skyways            | Bessie Langhurst       | 2 episodios                                |
| 1979              | Prisoner           | Joyce Martin           | 9 episodios                                |
| 1974, 1976 - 1977 | The Box            | Vicki Stafford         | 5 episodios                                |
| 1974              | Matlock Police     | Stella Davis           | episodio "The Prowler"                     |
| 1972              | The Befrienders    | Madre                  | episodio "Lots of Friends in the Big City" |
| 1972              | The Onedin Line    | Mujer                  | episodio "Cry of the Blackbird"            |

Películas
| Año  | Título                                 | Personaje      | Notas                                                                         |
| ---- | -------------------------------------- | -------------- | ----------------------------------------------------------------------------- |
| 1984 | Crime of the Decade                    | Madre de Rolly | junto a Mark Davis, John Gregg, John Jarratt, Antoinette Byron & Sonja Tallis |
| 1983 | Hostage                                | Mrs. Lewis     | junto a Kerry Mack, Ralph Schicha & Gabriella Barraket                        |
| 1983 | David Copperfield                      | -              | junto a Ross Higgins, Phillip Hinton, Robyn Moore & Moya O'Sullivan           |
| 1983 | Sherlock Holmes and the Valley of Fear | -              | junto a Peter O'Toole, Ron Haddrick, Brian Adams & Colin Borgonon             |
| 1983 | Sherlock Holmes and a Study in Scarlet | -              | junto a Peter O'Toole, Earle Cross, Ron Haddrick & Shane Briant               |
| 1978 | Bit Part                               | Jo             | junto a John Meillon, Jennifer Claire, Max Cullen & Noni Hazlehurst           |
| 1977 | The Newman Shame                       | -              | junto a George Lazenby, Diane Craig & Colin Borgonon                          |
| 1975 | The Box                                | Vicki Stafford | junto a Barrie Barkla, Fred Betts & Tracy Mann                                |

Escritora y directora
| Año  | Libro/Obra/Serie                             | Notas                           |
| ---- | -------------------------------------------- | ------------------------------- |
| 2011 | Tinger Man                                   | libro - autora                  |
| 2009 | Maralinga                                    | libro - autora                  |
| 2008 | Floodtide                                    | libro - autora                  |
| 2007 | Flying Solo                                  | obra - directora                |
| 2005 | Heritage                                     | libro - autora                  |
| 2004 | Pacific                                      | libro - autora                  |
| 2002 | Territory                                    | libro - autora                  |
| 1999 | Beneath The Southern Cross                   | libro - autora                  |
| 1996 | Kal                                          | libro - autora                  |
| 1996 | The Butchy Boys                              | obra - directora                |
| 1994 | Araluen                                      | libro - autora                  |
| 1994 | Centre Stage                                 | libro - autora                  |
| 1991 | The Glitter Game                             | libro - autora                  |
| 1991 | Eye in the City (Eye in the City, Extract)   | novela infantil - autora        |
| 1988 | Eye in the Storm (Eye in the Storm, Extract) | novela infantil - autora        |
| 1986 | Challenge of the Trumpalar                   | novela infantil - autora        |
| 1985 | Neighbours                                   | serie - 3 episodios - escritora |
| 1981 | The Riddle of the Trumpalar                  | novela infantil - autora        |

Teatro
| Año  | Obra                             | Personaje    | Director (a)       | Teatro                       | Notas                                                            |
| ---- | -------------------------------- | ------------ | ------------------ | ---------------------------- | ---------------------------------------------------------------- |
| 2008 | Daylight Saving                  | -            | Donald MacDonald   | -                            | junto a Harley Connor & Stephen Pease                            |
| 1996 | Communicating Doors              | -            | -                  | Playhouse Theatre            | junto a Michael Loney, Edgar Medcalfe & George Shevtsov          |
| 1987 | Caravan                          | -            | Peter Williams     | Canberra Theatre             | junto a Tiffany Lamb, Chris Orchard, Tom Richards & Gil Tucker   |
| 1983 | Blithe Spirit                    | Elvira       | John Krummel       | Marian Street Theatre        | junto a Julie Bailue, Judi Farr, Jessica Noad & Gwen Plumb       |
| 1983 | The Winter's Tale                | Paulina      | John Sumner        | Athenaeum Theatre            | junto a Chris Connelly, Douglas Hedge, Denis Moore & Pamela Rabe |
| 1983 | Man and Superman                 | Anne         | John Sumner        | Athenaeum Theatre            | junto a Roger Oakley, Don Crosby & Douglas Hedge                 |
| 1982 | A Bedfull of Foreigners          | -            | Peter Williams     | Her Majesty's Theatre        | junto a Mark Hashfield                                           |
| 1980 | The Taming of the Shrew          | Kate         | -                  | Playhouse Theatre            | junto a Edgar Metcalfe                                           |
| 1979 | The Man Who Came to Dinner       | Maggie       | John Krummel       | SGIO Theatre                 | junto a Kerry McGuire                                            |
| 1979 | Ten Times Table                  | -            | Alastair Duncan    | Marian Street Theatre        | junto a Alan Becher, Raymond Duparc & Phillip Hinton             |
| 1978 | The Lady From Maxim's            | -            | Ted Craig          | Drama Theatre                | junto a Colleen Clifford, Maggie Dence & Margot Lloyd            |
| 1978 | Hay Fever                        | -            | Ted Craig          | Drama Theatre                | junto a Ronald Falk, Patricia Kennedy, Barry Otto & John Warnock |
| 1978 | The Misanthrope                  | -            | Ted Craig          | Drama Theatre                | junto a Judi Farr, Kate Fitzpatrick, Russell Kiefel & Barry Otto |
| 1978 | The Norman Conquests             | -            | Stephen Barry      | Playhouse Theatre            | junto a Rosemary Barr, Robert Faggetter & Edgar Metcalfe         |
| 1977 | The Human Voice                  | -            | -                  | The Hole in the Wall Theatre | -                                                                |
| 1977 | Travesties                       | -            | Edgar Metcalfe     | The Hole in the Wall Theatre | junto a Merrin Canning, Helen Hough & Ivan King                  |
| 1973 | Don's Party                      | Jodie        | John Clark         | Russell Street Theatre       | junto a Briony Behets, John Ewart & Kerry McGuire                |
| 1972 | The Wind in the Sassafras Trees  | -            | Jenny McNae        | Playhouse Theatre            | junto a James Beattie, Michael Davis & Margaret Ford             |
| 1972 | Lulu                             | -            | Edgar Metcalfe     | Playhouse Theatre            | junto a James Beattie, Rona McLeod & Judy Wilson                 |
| 1970 | One For the Pot                  | -            | Gavin Hamilton     | Playhouse Theatre            | junto a James Bailey, John Cousins, Linal Haft & Alan Tilvern    |
| 1970 | The Voices of Reason and Romance | -            | Sir Tyrone Guthrie | Octagon Theatre              | junto a Brian Blain & John Gaden                                 |
| 1970 | The Voice of God                 | -            | Sir Tyrone Guthrie | -                            | junto a James Bailey, Brian Blain, John Gaden & Nita Pannell     |
| 1970 | The Voice of the Explorer        | -            | Sir Tyrone Guthrie | Octagon Theatre              | junto a James Bailey, Brian Blain & John Gaden                   |
| 1970 | Hadrian VII                      | -            | Aarne Neeme        | Octagon Theatre              | junto a Brian Blain, Arthur Dignam, John Gaden & Minnie Potter   |
| 1970 | Rookery Nook                     | -            | Barry J. Gordon    | Playhouse Theatre            | junto a Diane Elliott, Mark Hashfield & Olwyn Summers            |
| 1966 | The Odd Couple                   | -            | Fred Hebert        | Comedy Theatre               | junto a Blaise Antony, Reg Gorman, Yvonne Mathew & Don Philps    |
| 1965 | The Representative               | -            | John Clark         | The Old Tote Theatre         | junto a Alastair Duncan, Ron Haddrick, Frank Lloyd & Don Philps  |
| 1964 | Sweet Day of Decision            | -            | -                  | The Old Tote Theatre         | junto a Thomas Dysart, Ron Haddrick & Margo Lee                  |
| 1964 | The Devils                       | -            | Edgar Metcalfe     | Playhouse Theatre            | junto a James Bailey, Rosemary Barr & Frederic Lees              |
| 1964 | Billy Liar                       | -            | James Beattie      | Playhouse Theatre            | junto a Clifford Holden, Edgar Metcalfe & Anne Pole              |
| -    | The Rattle of a Simple Man       | Cyrenne      | Frank Baden-Powel  | -                            | -                                                                |
| -    | The V. Monologues                | -            | -                  | -                            | junto a Rebekah Elmaloglou & Melissa Tkautz                      |
| -    | La Voix Humaine                  | Jean Cocteau | -                  | -                            | -                                                                |